# Alexandra Vandernoot
Alexandra Vandernoot (Brussel·les, 19 de setembre de 1965) és una actriu belga de teatre, cinema i televisió. Filla del director d'orquestra André Vandernoot i d'una ballarina, va estudiar humanitats i més tard art dramàtic al Conservatori reial de Brussel·les. És coneguda internacionalment pel seu paper a la sèrie estatunidenca Highlander i per nombroses pel·lícules franceses com El sopar dels idiotes (obra de teatre).

## Filmografia
- Ceci n'est pas Bruxelles de Benoît Lamy, 1985
- Babel Opéra ou La répétion de Don Juan de Wolfgang Amadeus Mozart d'André Delvaux, 1985
- Mascara - Make-up for murder de Patrick Conrad, 1987
- Les Exploits d'un jeune Don Juan de Gianfranco Mingozzi, 1987
- Trouble in Paradise de Robbe De Hert, 1989
- Dilemma de Freddy Coppens, 1990
- Hostel Party de Roland Lethem, 1990
- Les Secrets professionnels du Dr Apfelglück de Thierry Lhermitte, Hervé Palud, Stéphane Clavier, Mathias Ledoux i Alessandro Capone; 1991
- Le Souper d'Édouard Molinaro, 1992
- L'Affaire de Sergio Gobbi, 1994
- Prêt-à-porter de Robert Altman, 1994
- El jaguar (Le Jaguar) de Francis Veber, 1996
- Le Bal masqué de Julien Vrebos, 1997
- El sopar dels idiotes (Le Dîner de cons) de Francis Veber, 1998
- Sabotage ! d'Esteban Ibarretxe i José Miguel Ibarretxe, 2000
- Le Placard de Francis Veber, 2000
- Charmant Garçon de Patrick Chesnais, 2000
- Gangsters d'Olivier Marchal, 2001
- De Fem benspænd de Jørgen Leth i Lars von Trier, 2003
- Jeune homme de Christoph Schaub, 2006
- Sans rancune de Yvan Hanchar, 2009